# Провулок Електриків (Київ)
Прову́лок Еле́ктриків — провулок у Подільському районі міста Києва, місцевість Рибальський острів. Пролягає від вулиці Електриків до кінця забудови (ТЕЦ-2).

## Історія
Провулок виник разом з однойменною вулицею у 50-ті роки XX століття. Однак на вулиці існує і давніша забудова — гуртожитки та житлові будинки робітників навколишніх заводів, збудованих у  1930–40-х роках вздовж безіменного проїзду до ТЕЦ-2 (тоді КРЕС).